# Daniella Monet
Daniella Monet (tên khai sinh: Daniella Monet Zuvic; sinh ngày 1 tháng 3 năm 1989) là một nữ diễn viên, ca sĩ, vũ công người Mỹ nổi tiếng với các vai diễn chính và phụ truyền hình với vai Trina Vega, trong phim hài kịch tình huống Nickelodeon Victorious. Năm 2011, cô đóng vai Tootie trong A Fairly Odd Movie: Grow Up, Timmy Turner!, và Bertha (trong thay của Jennette McCurdy) trong Fred 2: Night of the Living Fred, sau đó reprised vai trò của mình vai Bertha trong Fred: The Show. Năm 2012, cô cũng sẽ diễn xuất trong phần tiếp theo Grow Up, Timmy Turner, A Fairly Odd Christmas, tiếp tục thủ vai Tootie.

## Cuộc sống và sự nghiệp
Monet sinh ra ở West Hills, California. Cô đã diễn xuất trong nhiều phim thương mại truyền hình lúc lên 7 tuổi. Năm 1997, cô là diễn viên khách trong một tập của Pacific Blue. Năm 2003, cô tham gia loạt phim truyền hình American Dreams, The Bernie Mac Show, và 8 Simple Rules. Cô cuối cùng đã thủ vai Megan Kleinman trong bộ phim hài kịch tình huống tồn tại ngắn CBS Listen Up!, nơi cô diễn vai chính cùng với Jason Alexander. Cô cũng diễn vai khách trong Zoey 101 xuất hiện trong ba tập từ 2006 đến 2007. Năm 2007, cô diễn trong phim Nancy Drew và phim hài kịch gia đình Taking 5. Cô cũng diễn xuất trong phim kinh dị năm 2006 Simon Says với Crispin Glover.